# Dušan Jakomin
Dušan Jakomin (Sant'Antonio, 11 gennaio 1925 – Trieste, 12 febbraio 2015) è stato un giornalista, saggista ed etnografo italiano della minoranza slovena.
È considerato uno dei protagonisti della vita culturale, associativa e spirituale degli sloveni in Italia, tanto da venir appellato con il titolo di "čedermac servolano" o "čedermac triestino".

## Biografia
Dušan Jakomin nacque l'11 gennaio 1925 a Sant'Antonio di Capodistria.
Frequentò le prime tre classi elementari nel paese di origine, poi all'età di 10 anni si trasferì a Trieste, dove completò la scuola elementare. Già in giovane età manifestò l'intenzione di diventare sacerdote. Frequentò la prima classe del ginnasio a Gorizia e continuò gli studi al seminario di Capodistria, dove si diplomò nel 1945 e dove venne ordinato il 26 giugno 1949. Iniziò la vita pastorale a Caresana (1949-50), poi a Opicina (1951-52) e dal 1953 fino alla morte a Servola presso Trieste; da qui provvisoriamente servì anche Domio, poi per 12 anni la parrocchia di Santa Barbara presso Muggia e negli ultimi tempi anche Coloncovez.
Per tutta la vita fu catechista nella scuola elementare di Servola ed insegnò anche musica nelle scuole medie. Aveva studiato musica (pianoforte) con il professor Emil Komel a Gorizia e con il professor Ivan Grbec a Servola, dove fondò e diresse un coro.
Fu attivo come pubblicista e fu redattore responsabile del Naš vestnik, pubblicazione dei sacerdoti sloveni di Trieste, del Pastirček, mensile per la gioventù, e dal 1958 al 1961 della rivista letteraria Mladika. Collaborò anche con la rivista slovena Ognjišče.
Curò la pubblicazione dei libri Istra kliče: spomini izgnanega istrskega duhovnika, ristampa anastatica del libro di Jakob Soklič (Dom Jakoba Ukmarja, 1989, ristampato nel 1996), Istrske pesmi di Ferruccio Jakomin (Mladika, 1998), La donna di Servola/Škedenjska ženska di Marghet Mazzoni (Museo Etnografico di Servola, 2001).
Dal 1962 collaborò con i programmi in lingua slovena della RAI, con le trasmissioni settimanali Nabožna glasba e Vera in naš čas, nonché come critico musicale e culturale.
Fu fondatore e direttore del Museo etnografico di Servola e fondatore e presidente del Dom Jakob Ukmar di Servola.
Collaborò per 17 anni con Jakob Ukmar (del quale curò la pubblicazione postuma del libro Nauk o poslednjih rečeh ali Eshatologija, nel 1972), candidato dalla Curia Vescovile di Trieste per la beatificazione.
Nel 2008 venne realizzato su di lui, a cura di Loredana Gec, il documentario della RAI Srečen čas, ki ga živim/Portret Dušana Jakomina.
Dopo la sua morte vennero intraprese numerose iniziative in sua memoria, in Slovenia e in Italia, tra le quali la mostra bilingue sulla sua vita ed opere allo SLOFEST di Trieste, la mostra "Dušan Jakomin. Škedenjski čedermac", presentata in diversi luoghi della provincia di Trieste (Servola, Barcola, Caresana). Nel 2016 il Gruppo folkloristico Stu ledi di Trieste pubblicò il calendario Ljudska noša iz Škednja in Brega: posvečeno spominu Dušana Jakomina, ovvero Costume popolare di Servola e del Breg: in ricordo di Dušan Jakomin, con fotografie di Nevenka Kozina.

## Riconoscimenti
Nel 1989 ricevette il premio Valvasor, riconoscimento attribuito dall'Associazione museale slovena. Nel 2002 ricevette il premio Kocjančič. Nel 2005 venne insignito del premio della Repubblica di Slovenia, conferitogli dal Presidente della Repubblica Janez Drnovšek. Nel 2013 ricevette la medaglia del Comune di Trieste. Nel 2015 venne nominato cittadino onorario del suo paese d'origine Sant'Antonio.

## Opere
Pubblicò diversi libri:
- (SL) Škedenj: v besedi in sliki. 1, Trieste, Opera culturale di Servola, 1983.
- (SL, IT) Škedenj: v besedi in sliki. 2, Razglasi = Servola: sguardo al passato. 2, Gli editti, Trieste, Opera culturale di Servola, 1985.
- (SL, IT) Škedenjska krušarca = Servola: la portatrice di pane, Trieste, Opera culturale di Servola, 1987., ristampato nel 1989 e nel 2003
- (IT, SL) La Chiesa di Servola = Cerkev v Škednju, Trieste, Centralgrafica, 1989.
- Un mondo d'incontri: immagini di vita e di ambiente degli Sloveni in Italia, Trieste, Editoriale Stampa Triestina, 1989.
- (SL) Narečni slovar Sv. Antona pri Kopru, Trieste, Škedenjski etnografski muzej, 1995.
- (SL) Skozi vasi do ljudi: Sv. Anton pri Kopru, Trieste, Škedenjski etnografski muzej, 1996.
- (SL) Mačkoljanska ljudska noša, Trieste, Svet slovenskih organizacij, 1996.
- Ljub'ca moja, kaj si st'rila (Amore mio, cos'hai fatto), Udine, Pizzicato, 2003, ISBN 88-7736-469-6.
- (SL) Islam in mi : od sprejemanja do dialoga, Trieste, Opera culturale di Servola, 2003.
- (IT, SL) La Servolana nell'arte e nella storia = Podoba Škedenjke v umetnosti in času, Trieste, Museo etnografico di Servola, 2004.
- (SL) Mali cerkveni slovar, Trieste, Graphart, 2008.
- (SL, IT) Škedenjski etnografski muzej = Il Museo etnografico di Servola, Ljubljana-Trieste, Slovenski etnografski muzej-Škedenjski etnografski muzej-Inštitut za etnologijo, 2009, ISBN 978-961-6388-22-1.
- (SL, IT) Pet stebrov = Le cinque colonne : Slomšek, Kosec, Trinko, Kralj, Ukmar, Trieste, Duhovska zveza, 2011.
- (SL) Od petrolejke do iPada, Koper, Ognjišče, 2014, ISBN 978-961-263-155-0., ristampato nel 2015.

## Curiosità
- Compare come personaggio nel racconto di Sandro Bolchi, La portatrice di pane, del 1976[13];